# Kewaskum

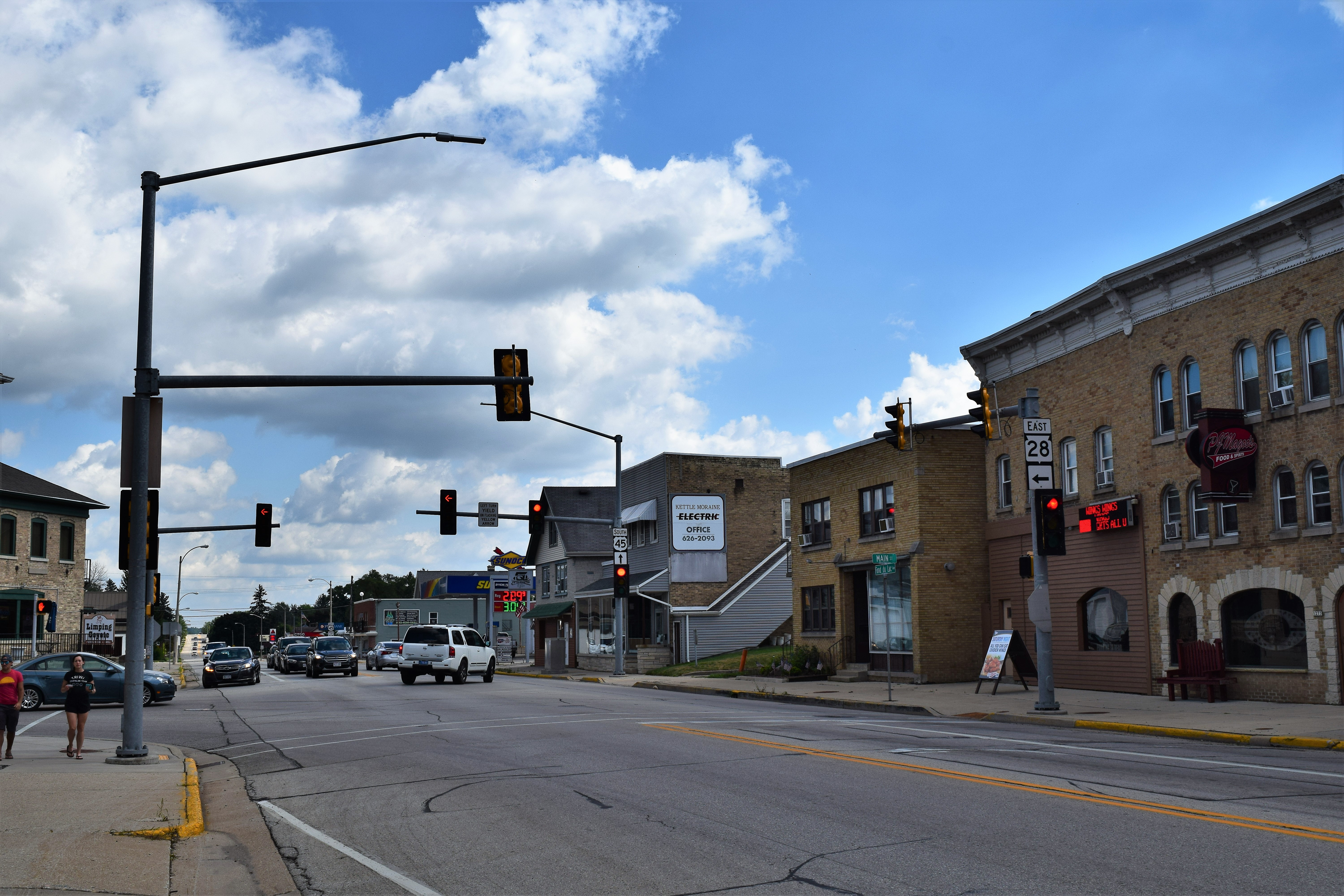
Kewaskum (2018)

Kewaskum ist eine Gemeinde (mit dem Status „Village“) im Washington County und zu einem kleinen Teil im Fond du Lac County im US-amerikanischen Bundesstaat Wisconsin. Im Jahr 2010 hatte Kewaskum 4004 Einwohner.

## Geographie
Kewaskum liegt im mittleren Südosten Wisconsins beiderseits des Milwaukee River, rund 40 km westlich des Michigansees. Die geographischen Koordinaten von Kewaskum sind 43°31′15″ nördlicher Breite und 88°13′44″ westlicher Länge. Das Gemeindegebiet erstreckt sich über eine Fläche von 6,35 km².
Nachbarorte von Kewaskum sind New Fane (7,4 km nordöstlich), Newburg (23,5 km südöstlich), West Bend (12,9 km südsüdöstlich), Allenton (19,8 km südwestlich), Theresa (20,6 km westlich) und Campbellsport (10,1 km nordnordwestlich).
Die nächstgelegenen größeren Städte sind Green Bay am Michigansee (121 km nördlich), Wisconsins größte Stadt Milwaukee (64,7 km südsüdöstlich), Chicago in Illinois (214 km in der gleichen Richtung), Rockford in Illinois (203 km südsüdwestlich) und Wisconsins Hauptstadt Madison (122 km südwestlich).

## Verkehr
Der U.S. Highway 45 verläuft in Nord-Süd-Richtung als Hauptstraße durch Kewaskum und kreuzt hier den Wisconsin State Highway 28. Alle weiteren Straßen sind untergeordnete Landstraßen, teils unbefestigte Fahrwege sowie innerörtliche Verbindungsstraßen.
Parallel zum US 45 verläuft durch das Gemeindegebiet von Kewaskum auf der Trasse einer früheren Eisenbahnstrecke der Eisenbahn State Trail, ein Rail Trail für Wanderer und Radfahrer. Im Winter kann der Wanderweg auch mit Schneemobilen und Skiern befahren werden.
Mit dem West Bend Municipal Airport befindet sich 16,3 km südöstlich ein kleiner Flugplatz. Der nächste Großflughafen ist der Milwaukee Mitchell International Airport in Milwaukee (74,6 Kilometer südsüdöstlich).

## Bevölkerung
Nach der Volkszählung im Jahr 2010 lebten in Kewaskum 4004 Menschen in 1581 Haushalten. Die Bevölkerungsdichte betrug 630,6 Einwohner pro Quadratkilometer. In den 1581 Haushalten lebten statistisch je 2,52 Personen.
Ethnisch betrachtet setzte sich die Bevölkerung zusammen aus 96,0 Prozent Weißen, 0,5 Prozent Afroamerikanern, 0,3 Prozent amerikanischen Ureinwohnern, 0,5 Prozent Asiaten sowie 1,2 Prozent aus anderen ethnischen Gruppen; 1,3 Prozent stammten von zwei oder mehr Ethnien ab. Unabhängig von der ethnischen Zugehörigkeit waren 2,9 Prozent der Bevölkerung spanischer oder lateinamerikanischer Abstammung.
25,4 Prozent der Bevölkerung waren unter 18 Jahre alt, 61,9 Prozent waren zwischen 18 und 64 und 12,7 Prozent waren 65 Jahre oder älter. 51,0 Prozent der Bevölkerung war weiblich.
Das mittlere jährliche Einkommen eines Haushalts lag bei 59.280 USD. Das Pro-Kopf-Einkommen betrug 25.989 USD. 7,4 Prozent der Einwohner lebten unterhalb der Armutsgrenze.

## Bekannte Bewohner
- Glenway Wescott (1901–1987), Schriftsteller, geboren und aufgewachsen in Kewaskum
- Jordan Stolz (* 2004), Eisschnellläufer